# Staby
Staby er en landsby i det nordlige Vestjylland med 202 indbyggere i byområdet (2019). Staby er beliggende nær Vesterhavet og Nissum Fjord samt Husby Sø og Nørresø. Byen er beliggende syv kilometer sydøst for Sønder Nissum og fem kilometer vest for Ulfborg. Der er 27 kilometer mod nordøst til Holstebro og 23 kilometer mod syd til Ringkøbing.
Byen ligger i Region Midtjylland og hører til Holstebro Kommune. Staby er beliggende i Staby Sogn.
I byens østlige kant ligger folkeskolen Staby Skole og børnehaven Børnehuset Lærkereden.
Øst for byen ligger også efterskolen Staby Efterskole.